# الحزب الجمهوري التقدمي (البرازيل)
الحزب الجمهوري التقدمي (بالبرتغالية: Partido Republicano Progressista) كان حزباً سياسياً برازيلياً.
أصبح حزباً سياسياً مسجلاً في 22 تشرين الثاني (نوفمبر) 1991؛ كان عدده الانتخابي هو 44.
في 17 ديسمبر 2018، اندمج الحزب مع باتريوتا، مما أدى إلى حل الحزب بشكل فعال.

## روابط خارجية
- PRP